# 新庫茲涅茨克區

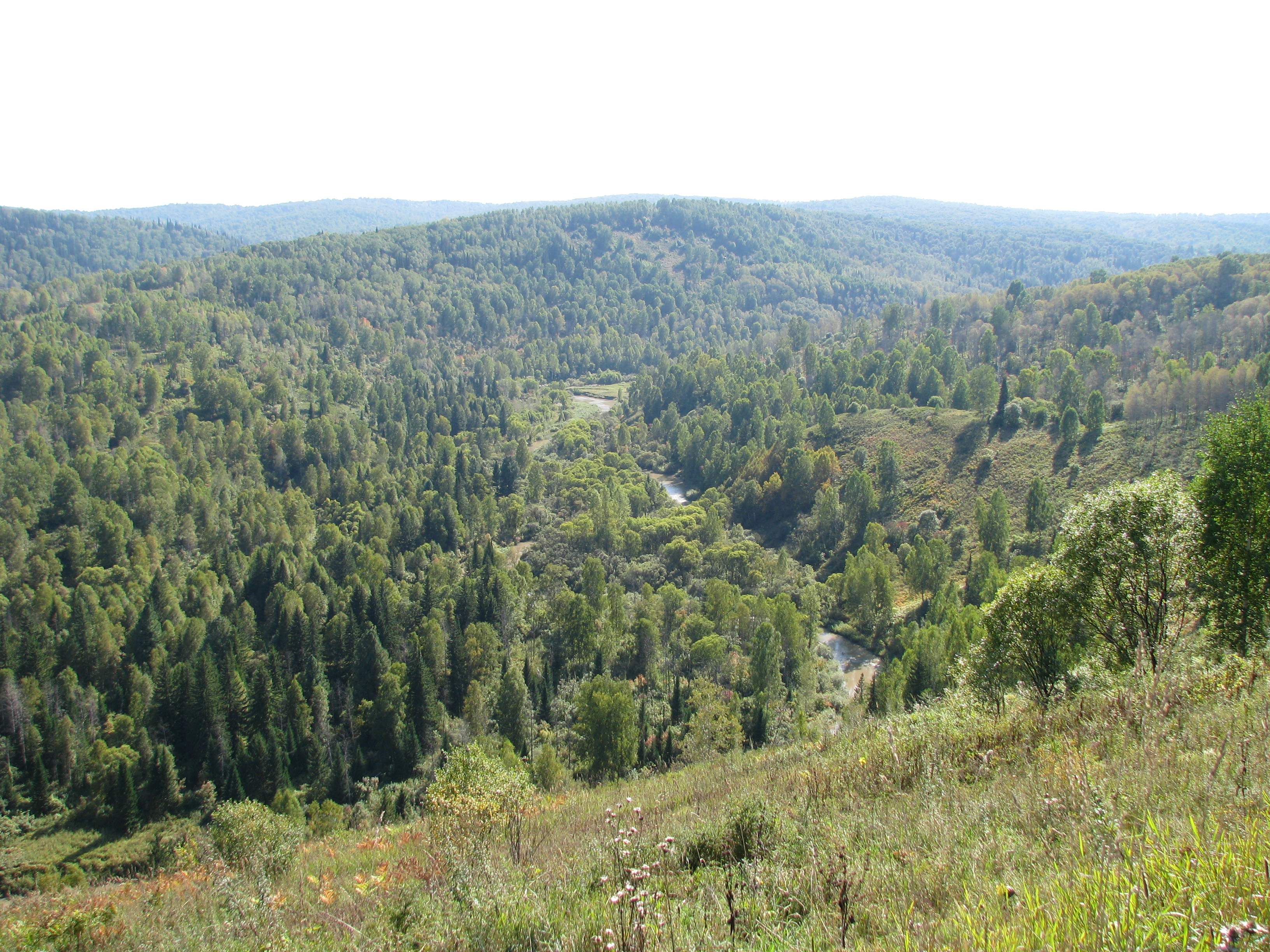

53°45′N 87°07′E / 53.750°N 87.117°E
新庫茲涅茨克區（俄语：Новокузнецкий район），是俄羅斯的一個區，位於該國南部，由科麥羅沃州負責管轄，面積13,039.6平方公里，2010年人口50,681，人口密度每平方公里3.89人。